# Paraliochthonius hoestlandti
Paraliochthonius hoestlandti es una especie de arácnido  del orden Pseudoscorpionida de la familia Chthoniidae.

## Distribución geográfica
Se encuentra en las islas  Madeira en Portugal.